# Centre hospitalier universitaire de Toulouse
Le CHU de Toulouse est un centre hospitalier universitaire français dont le centre administratif est situé à Hôtel-Dieu Saint-Jacques.
Le CHU de Toulouse emploie plus de 3 632 médecins et étudiants médicaux et plus de 10 000 personnels hospitaliers et a reçu 230 000 hospitalisations totales, 140 000 venues et séances et plus 640 000 consultations externes en 2013.
C'est aussi 2 880 lits et 455 places (hospitalisation de moins de 24 heures), répartis comme suivant :
- 956 à l’hôpital de Purpan
  - 600 à l’hôpital Pierre-Paul Riquet en (2017)[3].
  - 299 à l’hôpital des Enfants
  - 180 à l’hôpital Garonne
  - 157 à l’hôpital Paule de Viguier
- 919 à l’hôpital Rangueil
- 224 à l’hôpital Larrey
- 50 à l’hôpital La Grave
- 76 à la Fontaine Salée (Salies-du-Salat)

Il se place au quatrième rang des CHU français au regard de son niveau d'activité et est classé meilleur hôpital de France dans un classement établi en 2012 par le magazine Le Point et comprenant plus de 60 pathologies.

## Établissements
Le CHU se répartit sur neuf établissements :
- hôpital de Purpan

1. hôpital Paule de Viguier (2003)
2. hôpital des Enfants (1998)
3. hôpital Garonne (Casselardit - Ancely)
4. hôpital psychiatrique Purpan (2013)

- hôpital de Rangueil-Larrey
- hôpital La Grave
- La Fontaine Salée (Salies-du-Salat)
- l’hôtel-Dieu Saint-Jacques

Des partenariats existent avec des cliniques privées ainsi qu'avec l'institut universitaire du Cancer de Toulouse.
Des extensions ou reconfigurations du CHU ont été réalisés sur le site de Purpan :
- hôpital Pierre-Paul-Riquet (2014)
- bâtiment URM (Urgences - Médecine - Réanimation) (2015)

L'Institut Fédératif de Biologie (IFB) est également l'un des grands bâtiments de Purpan, il abrite la majorité des laboratoires du CHU
Les structures logistiques du CHU de Toulouse (restauration, blanchisserie, stérilisation et la plateforme logistique « Logipharma ») sont situées dans la zone industrielle du Chapitre et à Cugnaux.

## Organisation
Les disciplines médicales sont regroupées au sein de 15 pôles hospitalo-universitaires cliniques. Chaque pôle regroupe des services et des disciplines autour d’une logique d’activité.
Les disciplines médico-techniques sont regroupées au sein de six pôles hospitalo-universitaires médico-techniques.

### Pôles hospitalo-universitaires cliniques
- Pôle Anesthésie - Réanimation
- Pôle Cardiovasculaire et Métabolique
- Pôle Céphalique
- Pôle Digestif
- Pôle Enfants
- Pôle Femme-Mère-Couple
- Pôle Gériatrie et Gérontopôle
- Pôle Institut Locomoteur
- Pôle Médecine d’Urgences
- Pôle Neurosciences
- Pôle Odontologie
- Pôle Psychiatrie
- Pôle Spécialités médicales
- Pôle Uro - Néphrologie - UTO - Dialyse - EFP - Chirurgie Générale et Gynécologique - Chirurgie plastique
- Pôle Voies respiratoires

### Pôles hospitalo-universitaires médico-techniques
- Pôle Biologie
- Pôle Blocs opératoires
- Pôle Imagerie médicale
- Pôle Pharmacie
- Pôle Prestataires Spécialisés
- Pôle Santé Publique, Médecine sociale[5]

### Pôle Biologie
Le pôle de Biologie est réparti sur les sites de Purpan, Rangueil, Lavaur et Oncopôle.

#### Purpan
Les laboratoires de Biologie du CHU de Purpan sont localisés d’une part à l’Institut Fédératif de Biologie et d’autre part au pavillon Lefebvre.
L’IFB est un bâtiment de cinq niveaux, d’une surface utile de 6 500 m2, dont 4 375 m2 de laboratoires. Il regroupe plusieurs laboratoires de biologie clinique.
Le pavillon Lefebvre est localisé à proximité de l’IFB. Il comporte trois niveaux pour une surface totale de 1 880 m2, dont 940 m2 de laboratoires. Une passerelle sécurisée à ciel ouvert relie le niveau 1 de l’IFB et le sous-sol du pavillon Lefebvre.

## Formation
Le CHU est partenaire des facultés de médecine, pharmacie et odontologie. À ce titre, il concourt à l’enseignement universitaire et postuniversitaire des praticiens hospitaliers et non hospitaliers.

### La faculté de médecine
Le pôle formation du CHU de Toulouse comprend les deux facultés de médecine de Toulouse (Purpan et Rangueil) qui sont incluses dans l'université Paul-Sabatier.

### L’Institut de préparation aux carrières sanitaires et sociales
Le CHU de Toulouse administre un institut de formation aux carrières de santé qui regroupe 10 écoles et instituts de formation. Cet institut met à la disposition de plus de 1200 étudiants accueillis en moyenne par an, des équipes pédagogiques de haut niveau, ainsi que des moyens matériels importants.

#### Écoles et instituts de formation aux carrières de santé
- Institut de formation de masso-kinésithérapie (I.F.M.K.)
- Institut de formation de pédicurie-podologie (I.F.P.P.)
- École régionale d’assistant(e)s de service social (E.R.A.S.S.)
- École de sages-femmes
- Institut de formation des aides-soignants (I.F.A.S.)
- Institut de formation en soins infirmiers (I.F.S.I.)
- École d’infirmiers anesthésistes
- École d’infirmiers de bloc opératoire
- Institut de formation des cadres de santé (I.F.C.S.)
- Institut de formation de manipulateurs en électroradiologie médicale (I.F.M.E.M.)

## «CHUleaks» et manque de personnel chronique
En avril 2018, le site d'investigation Mediacités (relayé par Mediapart) révèle avoir eu accès à plus de 26 000 fiches d'incident informatiques internes, renseignées par le personnel du CHU entre 2013 et 2017 et adressées à la direction de l'établissement. Certaines font part de problèmes mineurs, d'autres relatent des dysfonctionnements techniques sur les appareils médicaux, des lieux mal entretenus et surtout un manque récurrent de personnel : brancardiers trop peu nombreux et engendrant des retards dans la prise en charge des patients, infirmières en sous-effectif, etc. Selon Mediacités, la hausse du taux d'activité du CHU ne se répercute pas sur la quantité de personnel. L'ensemble de ces dysfonctionnements serait imputable à une volonté d'économies. Le syndicat majoritaire au sein des hôpitaux de Toulouse, la Confédération générale du travail (CGT) reproche à la direction « de faire la sourde oreille face aux cris d’alerte du personnel hospitalier », rapporte Mediacités. La direction, quant à elle, ne reconnaît pas d'importantes défaillances mais souligne que ces rapports d'incident sont un marqueur de « la vitalité de la dynamique qualité du CHU »,.
La Fédération hospitalière de France (FHF) dénonce ces révélations, tandis que la conférence des doyens des facultés de médecine, la conférence des directeurs généraux de CHU et celle des présidents de commission médicale d'établissement contestent « le raccourci selon lequel un grand nombre de dysfonctionnements déclarés serait un traceur de dégradation des soins », indique La Dépêche du Midi ; Mediacités réplique n'avoir jamais écrit « que le nombre de fiches d’incident constituait la preuve de la dégradation de la qualité des soins prodigués au CHU de Toulouse ». La Confédération française démocratique du travail (CFDT), deuxième syndicat du CHU, relativise la portée du nombre de signalements mais relève des « problèmes à résoudre, [dont] la souffrance du personnel fait partie ».
Le 28 avril 2018, l'émission Secrets d'info de France Inter revient sur ces révélations et publie des témoignages de membres du personnel non syndiqués confirmant un manque de personnel et l'état dégradé de certains locaux. L'entourage de Raymond Le Moign, directeur du CHU jusqu'au 1er janvier 2018 (il devient à cette date chef du cabinet de la ministre de la Santé Agnès Buzyn), conteste que la réduction du déficit de l'établissement de 30 à 14 millions d’euros entre 2016 à fin 2017 ait provoqué une baisse des moyens humains et matériels.
Mediacités comme France Inter soulignent que les problèmes relevés au CHU de Toulouse ne lui sont pas particuliers et se retrouvent dans d'autres villes et CHU ; l'impératif de rentabilité au sein des hôpitaux et le lean management sont notamment mentionnés comme causes du mal-être d'une partie du personnel hospitalier.
En avril 2019, le journal Mediacités divulgue un cas de « mort suspecte » d'un patient survenue en février à l'entrée des urgences de l'hôpital de Purpan. Plusieurs syndicats ainsi qu'un rapport du comité d'hygiène, de sécurité et des conditions de travail (CHSCT) mettent en cause le manque de personnel — au moment de la mort du patient, deux infirmiers s'occupent des 25 patients présents — et dans une moindre mesure le manque de matériel ; le CHSCT conclut à un « épuisement physique et mental » du personnel soignant, en « sous-effectif structurel et conjoncturel ». Le 11 février, un préavis de grève est déposé par le personnel des urgences. Pour Mediacités, le CHU de Toulouse est « toujours au bord de la crise de nerfs »,. Peu de temps auparavant, le 22 mars, La Dépêche du Midi titrait quant à elle « L'hôpital public au bord du burn out », relatant le conflit social opposant les soignants à la direction quant aux moyens humains mis à disposition.
Le rapport d’un cabinet de conseil établi en 2016 indique que les quatre salariés ayant mis fin à leurs jours en quelques semaines la même année l’ont fait à cause de leurs conditions de travail.